# Listă de scriitori de limbă germană/G
| Vezi: Ga Ge Gf Gi Gl Gm Gn Go Gr Gs Gu Gw |

## Ga
- Karl-Wilhelm Gabbert (1932–2008)
- Anton Gabele (1890–1966)
- Georg von der Gabelentz (1868–1940)
- Rebecca Gablé (n. 1964)
- Josef Gabriel d.Ä (1853-1927)
- Friedrich von Gagern (1882–1947)
- Zsuzsanna Gahse (n. 1946)
- Hermann Gail (n. 1939)
- Otto Willi Gail (1896–1956)
- Gerd Gaiser (1908–1976)
- Philipp Galen, de fapt Philipp Lange (1813–1899)
- Luise von Gall (1815–1855)
- Valeska von Gallwitz (1833–1888)
- Bettina Galvagni (n. 1976)
- Peter Gan, de fapt Richard Moering (1894–1974)
- Ludwig Ganghofer (1855–1920)
- Petra Ganglbauer (n. 1958)
- August Ganther (1862–1938)
- Hans Ganz (1890–1957)
- Wilhelm Ganzhorn (1818–1880)
- Robert Garbe (1878–1927)
- GardenStone (n. 1948)
- Otto Garber (1880–1949)
- Bruno Garlepp (1845–1916)
- Karl-Heinz Garnitz (n. 1942)
- Adolf Gaspary (1849–1892)
- Toni Gaßner-Wechs (1900–1956)
- Peter Gast (1854–1918)
- Goswin Peter Gath (1898–1959)
- Armin Gatterer (n. 1959)
- Mathias Gatza (n. 1963)
- Sigfrid Gauch (n. 1945)
- Alice von Gaudy (1863–1929)
- Franz von Gaudy (1800–1840)
- Ewald Gauer (n. 1959)
- Karl-Markus Gauß (n. 1954)

## Ge
- Hans Jürgen Geerdts (1922–1989)
- Frank Geerk (1946–2008)
- Hartmut Geerken (n. 1939)
- Astrid Gehlhoff-Claes (n. 1928)
- Peter Gehrisch (n. 1942)
- August Geib (1842–1879)
- Emanuel Geibel (1815–1884)
- Albert Geiger (1866–1915)
- Arno Geiger (n. 1968)
- Benno Geiger (1882–1965)
- Günther Geiger (n. 1949)
- Susanne Geiger (n. 1964)
- Johann Geiler von Kaysersberg (1445–1510)
- Christoph Geiser (n. 1949)
- Hans Geisow (1879–1939)
- Christian Geissler (1928–2008)
- Horst Wolfram Geißler (1893–1983)
- Max Geißler (1868–1945)
- Roland Geißler (n. 1953)
- Jonas Geist (1936–2009)
- Christian Fürchtegott Gellert (1715–1769)
- Johann Friedrich Geltch (1815-1851)
- Otto Heinrich von Gemmingen, de fapt von Gemmingen-Hornberg (1755–1836)
- Stefan Gemmel (n. 1970)
- Wilhelm Genazino (n. 1943)
- Goede Gendrich, de fapt Ludwig Dörbandt (1912–2000)
- Heinrich Rudolf Genée (1824–1914)
- Pamphilus Gengenbach (cca. 1480–1524/25)
- Herbert Genzmer (n. 1952)
- Manfred Georg, de fapt Manfred Georg Cohn (1893–1965)
- Stefan George (1868–1933)
- Maja Gerber-Hess (n. 1946)
- Marie Gerbrandt (1861–1939)
- Doris Gercke (n. 1937)
- Adele Gerhard (1868–1952)
- Wilhelm Gerhard (1780–1858)
- Paul Gerhardt (1602–1676)
- Gunter Gerlach (n. 1941)
- Harald Gerlach (1940–2001)
- Kurt Gerlach (1889–1976)
- Robert Gernhardt (1937–2006)
- Karl Gerok (1815–1890)
- Friedrich Gerstäcker (1816–1872)
- Heinrich Wilhelm von Gerstenberg (1737–1823)
- Elisabeth Gerter (1895–1955)
- Hildegard Gerster-Schwenkel (n. 1923)
- Elfriede Gerstl (1932–2009)
- Hermann Gerstner (1903–1993)
- Friedrich Geßler (1844–1891)
- Salomon Gessner (1730–1788)
- Kurt Geucke (1864–1941)
- Hannalore Gewalt (n. 1939)
- Franz Xaver Karl Gewey (1764–1819)

## Gf
- Simon Gfeller (1868–1943)

## Gi
- Christiane Gibiec (n. 1949)
- Hans Giebisch (1888–1966)
- Emilie Giehrl (1837–1915)
- Albrecht Giersch (1880–1946)
- W. K. Giesa (1954–2008)
- Alexander Giese (n. 1921)
- Ludwig Giesebrecht (1792–1873)
- Georg Giesing (1942-2006)
- Christa Gießler (n. 1954)
- Walter Gilbricht (1891–?)
- Otto Gildemeister (1823–1902)
- Otto Gillen (1899–1986)
- Guido von Gillhaußen (1870–1918)
- Jakob Paul Gillmann (n. 1953)
- Albert Gillwald (1850–1911)
- Hermann von Gilm (1812–1864)
- Emil Ginkel (1893–1959)
- Paul Ginthum (1894–1959)
- Franz Karl Ginzkey (1871–1963)
- Otto Girndt (1835-1911)
- Hanns Gisbert, de fapt Johanna Gisberta Mostert (1864–1922)
- Norbert Gisder (n. 1956)
- Nikolaus Dietrich Giseke (1724–1765)
- Robert Giseke (1827–1890)
- Hans Bernd Gisevius (1904–1974)
- Johann Christian Hermann Gittermann (1767–1834)

## Gl
- Helga Glaesener (n. 1955)
- Otto Glagau (1834–1892)
- Adolf Glaser, cu pseudonimul Rainald Reimar (1829–1916)
- Enoch Gläser (1628–1668)
- Ernst Glaeser (1902–1963)
- Helga Glantschnig (n. 1958)
- Adolf Glaßbrenner (1810–1876)
- Georg K. Glaser (1910–1995)
- Peter Glaser (n. 1957)
- Waldemar Glaser (1903–?)
- Marianne Glaßer (n. 1968)
- Ingo Glass (n. 1941)
- Daniel Glattauer (n. 1960)
- Johann Rudolph Glauber (1604–1670)
- Friedrich Glauser (1896–1938)
- Thomas Glavinic (n. 1972)
- Alexander von Gleichen-Rußwurm (1865–1947)
- Johann Wilhelm Ludwig Gleim (1719–1803)
- Gotthold Gloger (1924–2001)
- Andreas Glorez (1620–1700)
- Albert Gloy (1893–1960)
- Bruno Gluchowski (1900–1985)
- Anselm Glück (n. 1950)
- Claire von Glümer (1825–1906)
- Oskar Gluth (1887–1955)

## Gm
- Otto Gmelin (1886–1940)
- Anna Gmeyner (1902-1991)
- Hans Gmür (1927–2004)

## Gn
- Elisabeth Gnade (1863–1938)
- Jo Gnadenlös (n. 1957)
- Paul Heinrich Gnekow (n. 1928)

## Go
- Gabriele M. Göbel (n. 1945)
- Götz Gode (1905–1969)
- Amélie von Godin (1882–1956)
- Catherina Godwin (1884–?)
- Leopold Friedrich Günther von Goeckingk (1748–1828)
- Julia Goedeke (n. 1976)
- Ulrich Goerdten (n. 1935)
- Reinhard Goering (1887–1936)
- Günter Görlich (n. 1928)
- Guido Görres (1805–1852)
- Albrecht Goes (1908–1977)
- Johann Wolfgang von Goethe (1749–1832)
- Daniel Goetsch (n. 1968)
- Gabriele Goettle (n. 1946)
- Curt Goetz, de fapt Kurt Götz (1888–1960)
- Rainald Goetz (n. 1954)
- Wolfgang Goetz (1885–1955)
- Peter H. Gogolin (n. 1950)
- Frank Göhre (n. 1943)
- Paul Göhre (1864–1928)
- Melchior Goldast (1578–1635)
- Otto Goldbach (1908–?)
- Max Goldt (n. 1958)
- Stefanie Golisch (1961)
- Claire Goll (1891–1977)
- Ernst Goll (1887–1912)
- Yvan Goll (1891–1950)
- Anne Gollin (n. 1956)
- Heinz Hugo Gollong (1906–1976)
- Franz Goltsch (1865–1921)
- Bogumil Goltz (1801–1870)
- Hans von der Goltz (n. 1926)
- Joachim von der Goltz (1892–1972)
- Eugen Gomringer (1925–1966)
- Alfred Gong, de fapt Alfred Liquornik (1920–1981)
- Annette Gonserowski (n. 1949)
- Thor Goote, de fapt Werner (Schultze) von Langsdorff (1899–1940)
- Patricia Görg (n. 1960)
- Johann Gorgias (1640-1684)
- Günter Görlich (n. 1928)
- Carl August Görner (1806–1886)
- Sylvia Görnert-Stuckmann (n. 1959)
- Guido Görres (1805–1852)
- Bettina Göschl (n. 1967)
- Alexander Gorkow (n. 1966)
- Walter Gorrish, de fapt Walter Kaiser (1909–1981)
- Peter Gosse (n. 1938)
- Otto Gotsche (1904–1985)
- Emil Gött (1864–1908)
- Friedrich Wilhelm Gotter (1746–1797)
- Jerk Götterwind (n. 1967)
- Gottfried von Straßburg (cca. 1200)
- Georg Gotthart (1552–1619)
- Jeremias Gotthelf, de fapt Albert Bitzius (1797–1854)
- Anette Göttlicher (n. 1975)
- Rudolf Gottschall (1823–1909)
- Johann Christoph Gottsched (1700–1766)
- Luise Adelgunde Victorie Gottsched (1713–1762)
- Kay Gottschewsky (n. 1939)
- Ludwig Gottsleben (1836–1911)
- Johann Nikolaus Götz (1721–1781)
- Karl Götz (1903–1989)
- Auguste Götze (1840–1908)

## Gr
- Christian Dietrich Grabbe (1801–1836)
- Paul Grabein (1869–1945)
- Otto von Graben zum Stein (~1690–~1756)
- Georg Grabenhorst (1899–1997)
- Rudolf Graber (1899–1958)
- Hannes Grabher (1894–1965)
- Werner Grabher (n. 1948)
- Hasso Grabner (1911–1976)
- Elisabeth Grabowski (1864–1929)
- Robert Grabski (1912–1990)
- Harry Graeber (n. 1951)
- Hermann Graedener (1878–1956)
- Erdmann Graeser (1870–1937)
- Dieter M. Gräf (n. 1960)
- Oskar Maria Graf (1894–1967)
- Roger Graf (n. 1958)
- Sigmund Graff (1898–1979)
- Albrecht Gralle (n. 1949)
- Egon Gramer (n. 1936)
- Christine Grän (n. 1952)
- Susanna Grann (n. 1962)
- Jürgen Grasmück (1940–2007)
- Charlotte Grasnick (1939-2009)
- Ulrich Grasnick (n. 1938)
- Günter Grass (1927-2015)
- Fritz Graßhoff (1913–1997)
- Paul Gratzik (n. 1935)
- Ferdinand Grautoff, cu pseudonimul Seestern (1789–1832)
- Traud Gravenhorst (1882–1968)
- Marie Eugenie Delle Grazie (1864–1931)
- Mathias Greffrath (n. 1945)
- Georg Greflinger (cca. 1620–1677)
- Gertrud Gregor (n. 1927)
- Manfred Gregor, de fapt Gregor Dorfmeister (n. 1929)
- Martin Gregor-Dellin (1926–1988)
- Ferdinand Gregorovius (1821–1891)
- Martin Greif, ede fapt Friedrich Hermann Frey (1839–1911)
- Catharina Regina von Greiffenberg (1633–1694)
- Leo Greiner (1876–1928)
- Peter Greiner (n. 1939)
- Hugo Greinz (1873–1946)
- Rudolf Greinz (1866–1942)
- Marie Grengg (1889–1936)
- Hermann Gressieker (1903–1983)
- Uwe Greßmann (1933–1969)
- Emil Rudolf Greulich (1909–2005)
- Felix Paul Greve (1879–1948)
- Otto von Greyerz (1863–1940)
- Christina Griebel (n. 1973)
- Lucie Griebel (1854–1922)
- Friedrich Griese (1890–1975)
- Andrea Grill (n. 1975)
- Harald Grill (n. 1951)
- Franz Grillparzer (1791–1872)
- August Heinrich Grimm (1873–1944)
- Hans Grimm (1875–1959)
- Herman Grimm (1828–1901)
- Jacob Grimm (1785–1863)
- Wilhelm Grimm (1786–1859)
- Friedrich Wilhelm Grimme (1827–1887)
- Matthias T. J. Grimme (n. 1953)
- Hans Jakob Christoffel von Grimmelshausen (1621–1676)
- Erich Grisar (1898–1955)
- Agnes-Marie Grisebach (n. 1913)
- Eduard Grisebach (1845–1906)
- Johann Grob (1643–1697)
- Rudolf Gröger (1902–1985)
- Paula Grogger (1892–1983)
- Otto Emmerich Groh (1905–1978)
- Melchior Grohe (1829–1906)
- Harald Gröhler (n. 1938)
- Daniel Grohn (n. 1976)
- Daniel Grolle (n. 1963)
- Balduin Groller (1848–1916)
- Walter Grond (n. 1957)
- Auguste Groner (1850–1929)
- Walter Gröner (n. 1950)
- Reinhard Gröper (n. 1929)
- Erwin Gros (1865–1926)
- Oskar Grosberg (1862–1941)
- Hans Gross (1893–1981)
- Jürgen Groß (n. 1953)
- Josef Vinzenz Großauer (1886–1951)
- Mimi Grossberg (1905–1997)
- Carl Friedrich August Grosse (1768–1847)
- Julius Grosse (1828–1902)
- Stefan Grossmann (1875–1935)
- Peter Grosz (n. 1947)
- Alexandra von Grote (n. 1944)
- Hans Henning von Grote (1896–1946)
- Klaus Groth (1819–1899)
- Jeannot Emil von Grotthuß (1865–1920)
- Robert Grötzsch (1874–1946)
- Elisabeth Grube (1803–1871)
- Johann Konrad Grübel (1736–1809)
- Marianne Gruber (n. 1944)
- Reinhard P. Gruber (n. 1947)
- Sabine Gruber (n. 1963)
- Arno Gruen (n. 1923)
- Undine Gruenter (1952–2002)
- Detlef Grumbach (n. 1955)
- Waldemar Grumbkow (1888–?)
- Gerhard Grümmer (n. 1926)
- Karl Grünn (1855-1930)
- Albertine von Grün (1749–1792)
- Anastasius Grün, Anton Alexander Graf von Auersperg (1806–1876)
- Max von der Grün (1926–2005)
- Fritz Grünbaum (1880–1941)
- Durs Grünbein (n. 1962)
- Karl Grünberg (1891–1972)
- Karl Grunder (1880–1963)
- Ferdinand Gruner (1872–1920)
- Alfred Grünewald (1884–1941)
- Uwe Grüning (n. 1942)
- Hans Martin Grüninger (1862–1944)
- Henning Grunwald (n. 1942)
- Sidonie Grünwald-Zerkowitz (1852–1907)
- Andreas Gryphius (1616–1664)
- Christian Gryphius (1649–1706)
- Martin Grzimek (n. 1950)

## Gs
- Franz Gschnitzer (1899–1968)
- Thomas Gsella (n. 1958)
- Egyd Gstättner (n. 1962)
- Norbert Gstrein (n. 1961)

## Gu
- Lotte Gubalke (1856–1935)
- Claudia Gudelius (n. 1951)
- Christian Gueintz (1592–1650)
- Johannes von Guenther (1886–1973)
- Kurt Guggenheim (1896–1983)
- Werner Johannes Guggenheim (1895–1946)
- Josef Guggenmos (1922–2003)
- Alfred Gulden (n. 1944)
- Martin Gülich (n. 1963)
- Friedrich Wilhelm Güll (1812–1879)
- Martin Gumpert (1897–1955)
- Thekla von Gumpert (1810–1897)
- Hans von Gumppenberg (1866–1928)
- Lotte Gumtau (1881–1934)
- Emma Gündel (1889–1968)
- Bettina Gundermann (n. 1969)
- Karoline von Günderode (1780–1806)
- Karin Gündisch (n. 1948)
- Herma Gunert (1905–1949)
- Johann Gunert (1903–1982)
- Agnes Günther (1863–1911)
- Anton Günther (1876–1937)
- Egon Günther (1927–1966)
- Herbert Günther (1906–1978)
- Johann Christian Günther (1659–1723)
- Leopold Friedrich Günther (1748–1828)
- Ralf Günther (n. 1967)
- Klaus Günzel (1936–2005)
- Wolf Richard Günzel (n. 1941)
- Paul Gurk (1880–1953)
- Heinrich Gutberlet (1877–1953)
- Hermann Gutbier (1842–1936)
- Erika Guetermann (1895–1988)
- Albert Paris Gütersloh, de fapt Albert Conrad Kiehtreiber (1887–1973)
- Adam Müller-Guttenbrunn (1852-1923)
- Michael Guttenbrunner (1919–2004)
- Karl Gutzkow (1811–1878)
- Uwe-Michael Gutzschhahn (n. 1952)

## Gw
- Alexander Xaver Gwerder (1923–1952)